# Žuža
Žuža je žensko osebno ime.
Za priimek glej Žuža (priimek)

## Izvor imena
Ime Žuža je različica imena Suzana.

## Pogostost imena
Po podatkih Statističnega urada Republike Slovenije je bilo na dan 31. decembra 2007 v Sloveniji 13 oseb z imenom Žuža.